# Daniel Moyano
Daniel Moyano (Buenos Aires; 6 de octubre de 1930 - Madrid, España; 1 de julio de 1992) fue un escritor argentino. Pasó su infancia en la ciudad de Córdoba y luego se radicó en la provincia de La Rioja, donde ejerció como profesor de música e integró el Cuarteto de Cuerdas de la Dirección de Cultura de esa provincia. Allí formó su familia y escribió gran parte de su obra literaria. Durante la última dictadura militar argentina fue encarcelado en La Rioja en 1976. Una vez liberado, se exilió en España, donde vivió hasta su muerte. Allí fue obrero en una fábrica de maquetación y, posteriormente, ejerció la crítica literaria para el diario El Mundo.

## Biografía
Moyano nació el 6 de octubre de 1930, en Buenos Aires. En 1934 su familia se traslada a las sierras cordobesas. En 1937, luego del fallecimiento de su madre, viaja a la ciudad de Córdoba, en donde cursará sus estudios y trabajará de albañil. "Después de vivir con mis abuelos pasé de tío en tío. Mi padre desapareció. Reapareció años después. Todos los tíos me dieron material para los cuentos... Pasé un tiempo en un reformatorio, y mi hermana en un colegio de monjas, donde nos colocó un tío".
En 1950 ingresa en el servicio militar obligatorio. "Cuando me tuve que enrolar en Córdoba, no tenía documento. Mi padre le había dicho a mi madre: ‘Hay que hacer los trámites para anotarlo a Daniel’, pero mi mamá dijo: ‘Daniel está anotado en el cielo, qué me importan los papeles’. Estoy anotado en el cielo, con el pastor, pero no en la tierra. Escribimos a Buenos Aires y nos dijeron que viajáramos. No fui a Buenos Aires, costaba un dineral. Un juez en Córdoba me dijo: ‘Venite con dos testigos falsos, decí que naciste en Córdoba un año antes, y entonces te enrolamos y no te cobramos’. Me enrolé a los diecisiete e hice el servicio a los diecinueve. En los papeles figuro nacido en Córdoba, el 6 de octubre del ‘29. Nací en Buenos Aires el 6 de octubre del ‘30. Mis testigos falsos fueron un violinista gallego y un ave negra de esas que andan en los tribunales, que dijo: ‘Yo me ocupé, Sr. Juez, de los servicios de obstetricia’. El violinista dijo: ‘Pues mire, yo he estado ahí sentado, leyendo una partitura y me puse a tocar el violín, y me dijeron: ¡Ha sido un varón!’"
En 1957 su libro de cuentos "Artistas de variedades" gana el concurso organizado por la Editorial Assandri, de Córdoba. En 1959 viaja a la provincia de La Rioja. Allí trabajará para el diario "El Independiente" e iniciará su carrera de periodista. En 1960 la editorial Assandri publica su libro de cuentos "Artistas de variedades". Comienza a trabajar como corresponsal del diario Clarín en La Rioja. Es violinista del Cuarteto de Cuerdas y Orquesta de Cámara, y profesor en el Conservatorio Provincial de Música. En 1963 aparece en Buenos Aires su libro de cuentos "El rescate", publicado por Burnichón Editor (reeditado en 2005 por Interzona Editora). En 1964 se publica su libro de cuentos "La lombriz", con prólogo de Augusto Roa Bastos (Nueve 64 Editora). En 1966 la editorial Sudamericana de Buenos Aires publica su novela "Una luz muy lejana". En 1967 se publican en Buenos Aires sus libros de cuentos "El monstruo y otros cuentos" (Centro Editor de América Latina) y "El fuego interrumpido" (Sudamericana). Recibe el Premio de Novela Primera Plana por su novela "El oscuro", que Sudamericana publica al año siguiente. En 1969 trabaja como colaborador para la Revista Primera Plana. En 1970 en Caracas, Venezuela, se publica su libro de relatos "Mi música es para esta gente" (Monte Ávila Editores). En 1974 se publican en Buenos Aires su libro de cuentos "El estuche del cocodrilo" (Ediciones del Sol) y su novela "El trino del diablo" (Sudamericana).
En 1976, un día después de producirse el Golpe de Estado, el 25 de marzo, es detenido en su casa de La Rioja por las Fuerzas Armadas. Luego de quedar en libertad se exilia definitivamente en España. Allí fue obrero en una fábrica de maquetas para poder subsistir. "El día del golpe de 1976 yo estaba en Córdoba, intentando inscribirme en la Facultad de Filosofía, porque se me había ocurrido estudiar. Cuando regresé a La Rioja había controles como si fuera una ciudad ocupada. Llegué a casa... Me dijeron que habían detenido a casi todos los intelectuales. Muchos eran del diario El Independiente. Además estaba detenido Ramón Eloy López, un poeta, un sacerdote, uno de los tres miembros del Partido Comunista, algunos de la JP y el arquitecto que proyectó la cárcel. Lo metieron en la celda de castigo. Esa noche dormí en casa, sabía que me podían detener. Había sido amenazado por la Triple A, y por LV14, la emisora local. Una locutora estaba leyendo un capítulo por día de ‘El trino del diablo’ y le dijeron que si seguía leyendo iban a volar la radio. Me amenazaron a mí, recurrí al gobernador Carlos Menem y me había puesto custodia policial en casa. Me levanté temprano, estaba preparando mi ingreso a la Facultad con ese placer de entrar por primera vez a esas disciplinas. Abrí un libro y vi que se detenía un auto: eran cuatro, tres caminaron despacio hacia casa. Mi hija María Inés, de siete años, dormía. Mi hijo Ricardo, que tenía catorce, estaba levantado junto a dos hijos de una familia amiga, y estaba mi mujer. Me apresuré a abrirles la puerta antes de que la derribaran. Era el 25. Pregunté si me podía cambiar de ropa. Dijeron, ‘Sí, pero pronto’, y me acompañaron al dormitorio. ‘¿Llevo documentos?’ ‘No los va a necesitar’, dijo uno. Eso me asustó. Pero no tuve tiempo de tener miedo. Quedé incapaz de reaccionar porque eso era insólito. Yo era periodista, además de escritor, trabajaba para Clarín, y músico y plomero. Me llevaron de casa al cuartel, en silencio. Estaba cerca. Al cuartel entré a los empujones. En un salón enorme estaba media La Rioja de pie, contra la pared (no nos dejaban sentar), con un colchón al lado. (...) Me enteré de que mis libros los secuestraron de la librería Riojana y los quemaron en el cuartel, junto con los de Cortázar y Neruda. Qué honor. Bajé siete kilos en doce días: hacía gimnasia a escondidas. Cuando me dijeron que podía abandonar la provincia, me fui a Buenos Aires, gestioné mi pasaporte, volví a La Rioja y en una semana levanté mi casa. El 24 de mayo de 1976, tomamos el ‘Cristóforo Colombo’, y el 8 de junio comenzó el exilio en Barcelona".
En 1981, en Madrid, la editorial Legasa publica su novela "El vuelo del tigre". En 1982 el Centro Editor de América Latina, de Buenos Aires, publica su libro "La espera y otros cuentos", con selección y prólogo de Ana María Amar Sánchez. En 1983, en Buenos Aires, la editorial Legasa publica la novela "Libro de navíos y borrascas". En 1984 recibe el Premio Konex Diploma al Mérito en la categoría "Cuento: primera obra publicada después de 1950". En 1985 obtiene en París el Premio Juan Rulfo por el cuento "Relato del halcón verde y la flauta maravillosa". En 1989 la editorial Alfaguara de Madrid publica su novela "Tres golpes de timbal". En 1990 recibe el Premio Boris Vian por "Tres golpes de timbal". Para entonces trabaja como crítico literario para el diario madrileño "El Mundo".
El 1 de julio de 1992 muere en España.
En 1999, KRK ediciones publica en Oviedo su libro de relatos Un silencio de corchea. En 2005 la editorial Gárgola de Buenos Aires publica póstumamente su novela Dónde estás con tus ojos celestes. Una calle en Oviedo lleva su nombre.

## Obras
Novelas
- Una luz muy lejana. Editorial Sudamericana, Buenos Aires, 1966.
- El oscuro. Editorial Sudamericana, Buenos Aires, 1968.
- El trino del diablo. Editorial Sudamericana, Buenos Aires, 1974.
- El vuelo del tigre. Editorial Legasa, Madrid, 1981.
- Libro de navíos y borrascas. Editorial Legasa, Buenos Aires, 1983.
- Tres golpes de timbal. Editorial Alfaguara, Madrid, 1989.
- Dónde estás con tus ojos celestes. Editorial Gárgola, Buenos Aires, 2005.
- En la atmósfera. El Mensú Ediciones, Villa María, Córdoba, 2012.
- Un sudaca en la corte. Caballo Negro Editora. Córdoba, 2012

Cuentos
- Artistas de variedades. Editorial Assandri, Córdoba, 1960.
- El rescate. Burnichón Editor, Buenos Aires, 1963.
- La lombriz. Nueve 64 Editora, Buenos Aires, 1964.
- El fuego interrumpido.Editorial Sudamericana, Buenos Aires, 1967.
- El monstruo y otros cuentos. Centro Editor de América Latina, Buenos Aires, 1967.
- Mi música es para esta gente. Monte Ávila Editores, Caracas, 1970.
- El estuche del cocodrilo. Ediciones del Sol, Buenos Aires, 1974.
- La espera y otros cuentos. Centro Editor de América Latina, Buenos Aires, 1982.
- Un silencio de corchea. Ediciones KRK, Madrid, 1999.
- Cantata para los hijos de Gracimiano.  Alicante: Biblioteca Virtual Miguel de Cervantes, 2011.
- "Para que no entre la muerte".
- "Tía Lila".